# 安多弗 (漢普郡)
安多弗（Andover）是英格蘭漢普郡的一個城鎮，位於南安普敦以北25英里（40）。

## 友好城市
- 法國 勒东